# Francisco Amancio dos Santos
Francisco Amancio dos Santos, més conegut com Chicao, (Rio de Janeiro, 21 de febrer de 1940 - Corcovado, 18 d'agost de 1968) fon un futbolista brasiler, jugador de Botafogo, València i Llevant. Destacà per la seua tècnica i per un poderós físic.
Es va formar al Bonsucesso Futebol Clube, passant posteriorment a Botafogo. El València el va fitxar després del Trofeu Taronja del juny del 1961, el mateix on Kocsis vestí la samarreta valencianista. En aquella edició del torneig, Chicao fon el jugador més destacat d'un Botafogo on hi havia jugadors com Garrincha, Didi o Amarildo.
Amb 21 anys, Chicao sols jugà la Copa de Fires durant la primera temporada, títol que s'emportarien els merengots, i en l'obtenció del qual fon clau. L'entrenador Scopelli va endarrerir la seua posició per a fer-lo lateral esquerre, i per la seua tendència a eixir a l'atac es va convertir en un jugador determinant i dominador per tota la banda. El 1962 va vestir la samarreta del FC Barcelona en el partit d'homenatge a Ramallets.
A finals de la lliga 1962-63, va començar a tindre molèsties al genoll, que es repetirien en iniciar-se el nou curs. Per a la 63-64, sols jugaria nou partits de lliga i un de copa. En la 1965-66, prova fortuna a Segona Divisió, amb una cessió al Llevant. Després de mesos de tràmits per a obtindre passaport espanyol, sols jugà tres partits abans de retirar-se i tornar al Brasil, on moriria quan l'atracà l'empleat d'una benzineria on havia anat a repostar.